# Полет 2801 на „Внуковски авиолинии“
Полет 2801 на „Внукуво Еърлайнс“ е международен чартърен полет от международното летище „Внуково“, Москва, Русия, до летище „Свалбард“, Лонгирбюен, Норвегия, управляван от „Внукуво Еърлайнс“. На 29 август 1996 г. самолетът „Туполев Ту-154M“, който изпълнява полета, се разбива във върха на планината Операфьелет, Норвегия, на надморска височина от 907 м по време на финалния подход към летище „Свалбард“. В катастрофата загиват всички 130 пътници и 11 членове на екипажа, което прави инцидента най-смъртоносната авиационна катастрофа в историята на Норвегия.
Самолетът на авиокомпания „Внукуво Еърлайнс“ с регистрационен номер RA-85621 е нает от „Арктикугол“, руска държавна компания за добив на въглища, за да превози руски и украински работници до градовете Баренцбург и Пирамида в Свалбард. Инцидентът се разследва от Норвежкия съвет за разследване на инциденти с помощта на Междудържавния авиационен комитет и става известен като „инцидентът в Операфьел“.
Официалното разследване заключава, че катастрофата представлява контролиран полет в терена, причинен от пилотски грешки, като не е открита повреда в самолета. Допринасящи фактори за инцидента са липсата на процедура за задаване на курса за заход (което променя и курса на машината), голямата натовареност на екипажа и неправилно разпределение на задачите между членовете на екипажа. Екипажът показва и липса на ситуационна осведоменост поради несигурността си относно позицията на самолета.
През юни 1999 г. роднините на загиналите приемат споразумение със застрахователната компания, но финансовите параметри не са оповестени публично. По-късно е разкрито, че споразумението е около три пъти по-голямо от първоначалната оферта, която родните отказват година след катастрофата.